# Dürnholz (Adelsgeschlecht)
Das Geschlecht von Dürnholz (tschechisch: z Drnholce) war eine mährische Adelsfamilie, die Ländereien in Böhmen und Mähren besaß, wo sie auch zahlreiche Dörfer und Städte gründete.

## Persönlichkeiten
- Pulin Graf von Dürnholz soll der Sage nach mit Wilhelm Graf von Pollau identisch und einer anderen Sage nach um 1180 der Besitzer von Drnholec gewesen sein. Er soll aus Reue über begangene Gräueltaten nach Rom zur Absolution gepilgert sein. Dort soll ihm der Papst aufgetragen haben, ein Kloster in Südmähren zu gründen. Der Sage nach tat Pulin von Dürnholz, was ihm aufgetragen und gründete im Jahre 1181 das Prämonstratenser-Nonnenkloster Rosa Coeli (Himmelsrose) bei Kanitz. Er könnte der Vater von Wilhelm von Dürnholz und Hermann von Dürnholz sein.

- Wilhelm von Dürnholz und Hermann von Dürnholz besaßen um 1240 Drnholec. Zudem übernahmen sie ein Grenzgebiet zwischen Böhmen und Mähren in der Gegend von Lanškroun, in dem sie zwischen 1241 und 1285 vier Marktstädte und einige Dutzend Dörfer gründeten. Wilhelm von Dürnholz gründete 1241 als Lokator Wildenschwert, das zunächst als Wilhelmswert bezeichnet wurde. Außerdem betreuten die Brüder die Herrschaft Nikolsburg als landesfürstliches Lehen. 1249 leisteten die Brüder Verzicht auf diese Herrschaft, weil Ottokar II. das Lehen an den österreichischen Adligen Heinrich von Liechtenstein vergeben wollte. Für den Verzicht wurde Ulrich von Dürnholz, der Sohn von Wilhelm von Dürnholz mit der Herrschaft Landsberg entschädigt. Dessen Onkel Hermann von Dürnholz war mit der nördlich von Lanškroun gelegenen Herrschaft von Reichenau belehnt. Er ist für 1269 schriftlich belegt.

- Ulrich von Dürnholz, Sohn von Wilhelm von Dürnholz, stand am Hofe von Ottokar II. um 1268 in hohem Ansehen und soll mit einer unehelichen Tochter von Ottokar II. vermählt gewesen sein. Er betrieb die weitere Kolonisation im Grenzgebiet zwischen Böhmen und Mähren in der Gegend von Lanškroun und bekleidete im Laufe seines Lebens mehrere hohe Ämter. Er war u. a. Burggraf von Znaim, Landeshauptmann von Kärnten (1270) sowie Generalkapitän der Grafschaft Friaul. Er starb ohne Erben um 1273 im Kampf gegen die Kumanen.

- Baronin Gutta von Dürnholz (1171–1219), verheiratet mit Otto Stosch von Kaunitz (Otto Stoš z Kounic) aus dem Geschlecht von Kaunitz. Das Paar hatte vier Kinder: Otto, Wilhelm (Vilém), Miroslava und Sigismund (Zikmund).

- Margarete von Dürnholz, war eine Schwester von Wilhelm und Hermann von Dürnholz. Sie war die Mutter von Kadolt von Dürnholz, der in Knappendorf (Knapovec) lebte 1260 im Kampf gegen ungarische Truppen unter Bela IV. fiel sowie von Siegfried von Dürnholz († 1263), der in Seibersdorf (Dolní Houžovec) lebte.